# Lučani
Lučani (cirílico serbio: Лучани) es una ciudad y también un municipio (opština) de la República de Serbia, perteneciente al ókrug de Moravica. 

## Geografía
Limita con los municipios de Arilje, Ivanjica, Čačak, Kraljevo y Požega.
| Noroeste: Požega | Norte: Čačak  | Noreste: Čačak    |
| Oeste: Požega    |               | Este: Kraljevo    |
| Suroeste: Arilje | Sur: Ivanjica | Sureste: Kraljevo |

## Demografía
De acuerdo al censo de 2011, el municipio tenía una población de 20 897 habitantes, mientras que la población del centro urbano era de 5142 habitantes.
| Gráfica de evolución demográfica de Lučani entre 1948 y 2011                       |
|                                                                                    |
| Población según los censos de la Oficina de Estadística de la República de Serbia. |